# Turgay Bahadır
Turgay Bahadir (Wenen, 15 januari 1984) is een Oostenrijkse voetballer van Turkse roots die sinds 2009 bij titelhouder Bursaspor speelt. Hij kan zowel als aanvaller en middenvelder spelen. Bahadir heeft één wedstrijd gespeeld voor de Turkse nationale ploeg.